# Igor Larionov (hockey sur glace, 1998)
Pour les articles homonymes, voir Larionov et Igor Larionov.
Igor Igorevitch Larionov - en russe : И́горь И́горевич Ларио́нов - (né le 24 août 1998 à Détroit dans l'État du Michigan aux États-Unis) est un joueur professionnel russe de hockey sur glace. Il évolue au poste d'attaquant.

## Biographie
Igor Larionov est le fils du joueur et entraîneur de hockey sur glace Igor Larionov et de la patineuse en danse sur glace Ielena Batanova. Durant sa jeunesse, il commence le hockey sur glace dans la région de Détroit où il grandit. En 2016, il rejoint les Remparts de Québec dans la Ligue de hockey junior majeur du Québec. Pour la suite de son parcours en junior, il a également évolué dans la Ligue de hockey de l'Ontario et dans l'USHL. En 2019, il passe professionnel avec le SKA-Neva dans la VHL mais ne dispute que deux parties en raison d'une blessure. Les deux saisons qui suivent sont difficiles pour le joueur puisqu'il ne dispute que cinq matchs avec le HC Red Star Kunlun en raison de la Covid-19 et de problèmes cardiaques puis quatre matchs sans point en 2021-2022 avec le Mora IK. À l'été 2022, il signe un contrat au salaire minimal avec le Torpedo Nijni Novgorod dans la Ligue continentale de hockey entraîné par son père. Il marque son premier but dans la KHL lors du premier match de la saison le 3 septembre 2022 face au Metallourg Magnitogorsk.

## Statistiques
| Saison    | Équipe                  | Ligue             |    | Saison régulière | Saison régulière | Saison régulière | Saison régulière | Saison régulière |   | Séries éliminatoires | Séries éliminatoires | Séries éliminatoires | Séries éliminatoires | Séries éliminatoires |
| Saison    | Équipe                  | Ligue             | PJ | B                | A                | Pts              | Pun              | PJ               | B | A                    | Pts                  | Pun                  |                      |                      |
| 2016-2017 | Remparts de Québec      | LHJMQ             | 25 | 5                | 3                | 8                | 0                | -                | - | -                    | -                    | -                    |                      |                      |
| 2017-2018 | Spitfires de Windsor    | LHO               | 32 | 6                | 17               | 23               | 10               | 4                | 1 | 2                    | 3                    | 2                    |                      |                      |
| 2018-2019 | Spitfires de Windsor    | LHO               | 8  | 0                | 2                | 2                | 2                | -                | - | -                    | -                    | -                    |                      |                      |
| 2018-2019 | Lumberjacks de Muskegon | USHL              | 25 | 8                | 15               | 23               | 6                | -                | - | -                    | -                    | -                    |                      |                      |
| 2019-2020 | SKA-Neva                | VHL               | 2  | 0                | 0                | 0                | 0                | -                | - | -                    | -                    | -                    |                      |                      |
| 2020-2021 | HC Red Star Kunlun      | KHL               | 5  | 0                | 2                | 2                | 0                | -                | - | -                    | -                    | -                    |                      |                      |
| 2021-2022 | Mora IK                 | HockeyAllsvenskan | 4  | 0                | 0                | 0                | 0                | -                | - | -                    | -                    | -                    |                      |                      |
| 2022-2023 | Torpedo Nijni Novgorod  | KHL               | 36 | 7                | 21               | 28               | 16               | 4                | 0 | 3                    | 3                    | 0                    |                      |                      |
| 2023-2024 | Torpedo Nijni Novgorod  | KHL               | 41 | 8                | 12               | 20               | 16               | 3                | 0 | 0                    | 0                    | 0                    |                      |                      |
| 2024-2025 | Torpedo Nijni Novgorod  | KHL               | 34 | 5                | 15               | 20               | 16               | 4                | 0 | 0                    | 0                    | 0                    |                      |                      |